# Torneo Nacional de Futsal 2009
El Torneo Nacional de Futsal 2009 fue la segunda edición de este certamen, organizado por la Asociación del Fútbol Argentino. Todos los encuentros se jugaron los estadios Aldo Cantoni y Unión de Rawson de la ciudad de San Juan. Se disputó del 4 al 8 de mayo.
El certamen consagró campeón por segunda vez a Pinocho, tras vencer por 6 a 1 a Boca Juniors en la final.

## Sistema de disputa
Los participantes fueron distribuidos en tres grupos de cuatro equipos cada uno, donde se enfrentaron bajo el sistema de todos contra todos a una rueda. El mejor de cada grupo y el mejor segundo avanzaron a la fase final, donde se enfrentaron a eliminación directa, a partido único, hasta definir a un campeón.

## Equipos participantes
| Equipo             | Localidad    | Vía de clasificación                   |
| ------------------ | ------------ | -------------------------------------- |
| ASEBA              | San Luis     | Ganador de la Fase Preliminar Regional |
| Boca Juniors       | Buenos Aires | Subcampeón del Torneo Clausura 2008    |
| Etchesortu         | Rosario      | Ganador de la Fase Preliminar Regional |
| General Belgrano   | Chascomús    | Ganador de la Fase Preliminar Regional |
| General San Martín | San Martín   | Ganador de la Fase Preliminar Regional |
| Huarpes            | San Juan     | Ganador de la Fase Preliminar Regional |
| Juventud Alianza   | San Juan     | Ganador de la Fase Preliminar Regional |
| Pinocho            | Buenos Aires | Campeón del Torneo Clausura 2008       |
| Plastimí           | Posadas      | Ganador de la Fase Preliminar Regional |
| Regatas            | Rosario      | Ganador de la Fase Preliminar Regional |
| River Plate        | Río Grande   | Ganador de la Fase Preliminar Regional |
| Soldasur           | Río Grande   | Ganador de la Fase Preliminar Regional |

## Fase de grupos

### Grupo A

#### Tabla de posiciones
| Equipo   | Pts | PJ | PG | PE | PP | GF | GC | Dif. |
| -------- | --- | -- | -- | -- | -- | -- | -- | ---- |
| Pinocho  | 9   | 3  | 3  | 0  | 0  | 24 | 7  | +17  |
| Huarpes  | 6   | 3  | 2  | 0  | 1  | 11 | 14 | -3   |
| Soldasur | 3   | 3  | 1  | 0  | 2  | 14 | 10 | +4   |
| ASEBA    | 0   | 3  | 0  | 0  | 3  | 14 | 32 | -18  |

|  | Clasificado a la fase final. |
|  | Tabla de segundos.           |

#### Resultados
| Fecha     |  | Local    | Resultado | Visitante |
| --------- |  | -------- | --------- | --------- |
| 4 de mayo |  | Pinocho  | 3:2       | Soldasur  |
| 4 de mayo |  | ASEBA    | 6:7       | Huarpes   |
| 5 de mayo |  | Soldasur | 11:4      | ASEBA     |
| 5 de mayo |  | Pinocho  | 7:1       | Huarpes   |
| 6 de mayo |  | Pinocho  | 14:4      | ASEBA     |
| 6 de mayo |  | Soldasur | 1:3       | Huarpes   |

### Grupo B

#### Tabla de posiciones
| Equipo               | Pts | PJ | PG | PE | PP | GF | GC | Dif. |
| -------------------- | --- | -- | -- | -- | -- | -- | -- | ---- |
| Boca Juniors         | 9   | 3  | 3  | 0  | 0  | 18 | 2  | +16  |
| Juventud Alianza     | 6   | 3  | 2  | 0  | 1  | 13 | 14 | -1   |
| Etchesortu           | 3   | 3  | 1  | 0  | 2  | 11 | 8  | +3   |
| General Belgrano (C) | 0   | 3  | 0  | 0  | 3  | 5  | 23 | -18  |

|  | Clasificado a la fase final. |
|  | Tabla de segundos.           |

#### Resultados
| Fecha     |  | Local                | Resultado | Visitante            |
| --------- |  | -------------------- | --------- | -------------------- |
| 4 de mayo |  | General Belgrano (C) | 4:6       | Juventud Alianza     |
| 4 de mayo |  | Boca Juniors         | 2:0       | Etchesortu           |
| 5 de mayo |  | Etchesortu           | 7:1       | General Belgrano (C) |
| 5 de mayo |  | Boca Juniors         | 6:2       | Juventud Alianza     |
| 6 de mayo |  | Boca Juniors         | 10:0      | General Belgrano (C) |
| 6 de mayo |  | Etchesortu           | 4:5       | Juventud Alianza     |

### Grupo C

#### Tabla de posiciones
| Equipo                 | Pts | PJ | PG | PE | PP | GF | GC | Dif. |
| ---------------------- | --- | -- | -- | -- | -- | -- | -- | ---- |
| General San Martín (M) | 7   | 3  | 2  | 0  | 1  | 17 | 13 | +4   |
| Regatas (R)            | 7   | 3  | 2  | 0  | 1  | 14 | 10 | +4   |
| Plastimi               | 3   | 3  | 1  | 0  | 2  | 12 | 15 | -3   |
| River Plate (RG)       | 0   | 3  | 0  | 0  | 3  | 11 | 16 | -5   |

|  | Clasificado a la fase final. |
|  | Tabla de segundos.           |

#### Resultados
| Fecha     |  | Local                  | Resultado | Visitante              |
| --------- |  | ---------------------- | --------- | ---------------------- |
| 4 de mayo |  | River Plate (RG)       | 3:5       | Regatas (R)            |
| 4 de mayo |  | Plastimi               | 4:7       | General San Martín (M) |
| 5 de mayo |  | Regatas (R)            | 5:3       | Plastimi               |
| 5 de mayo |  | General San Martín (M) | 6:5       | River Plate (RG)       |
| 6 de mayo |  | Regatas (R)            | 4:4       | General San Martín (M) |
| 6 de mayo |  | Plastimi               | 5:3       | River Plate (RG)       |

### Tabla de segundos
| Equipo           | Pts | PJ | PG | PE | PP | GF | GC | Dif. |
| ---------------- | --- | -- | -- | -- | -- | -- | -- | ---- |
| Regatas (R)      | 7   | 3  | 2  | 0  | 1  | 14 | 10 | +4   |
| Juventud Alianza | 6   | 3  | 2  | 0  | 1  | 13 | 14 | -1   |
| Huarpes          | 6   | 3  | 2  | 0  | 1  | 11 | 14 | -3   |

|  | Clasificado a la fase final. |

## Fase final

### Cuadro de desarrollo
|  | Semifinales | Semifinales            | Semifinales  |              |         | Final   | Final | Final |  |
|  |             |                        |              |              |         |         |       |       |  |
|  |             |                        |              |              |         |         |       |       |  |
|  | 1A          | Pinocho                | 7            |              |         |         |       |       |  |
|  | 1A          | Pinocho                | 7            |              |         |         |       |       |  |
|  | 1A          | Regatas (R)            | 0            |              |         |         |       |       |  |
|  | 1A          | Regatas (R)            | 0            |              | Pinocho | Pinocho | 6     |       |  |
|  |             |                        |              |              | Pinocho | Pinocho | 6     |       |  |
|  |             |                        | Boca Juniors | Boca Juniors | 1       |         |       |       |  |
|  | 1A          | Boca Juniors           | Boca Juniors | Boca Juniors | 1       | 4       |       |       |  |
|  | 1A          | Boca Juniors           |              |              |         | 4       |       |       |  |
|  | 1A          | General San Martín (M) | 0            |              |         |         |       |       |  |
|  | 1A          | General San Martín (M) | 0            |              |         |         |       |       |  |
|  |             |                        |              |              |         |         |       |       |  |

### Semifinales
| 7 de mayo | Pinocho | 7:0 | Regatas (R) |  |  |

| 7 de mayo | Boca Juniors | 4:0 | General San Martín (M) |  |  |

### Final
| 8 de mayo | Pinocho                                                     | 6:1 (4:0) | Boca Juniors | Estadio Aldo Cantoni, San Juan |  |
|           | Amas 11', 40' · Chianelli 13' · Calo 14' · Corazza 19', 21' | Reporte   | Santos 26'   |                                |  |

|                            |
|                            |
| Campeón Pinocho 2.º título |